# Tonči Gabrić
Tonči Gabrić est un footballeur international yougoslave puis croate né le 11 novembre 1961 à Split et mort le 28 octobre 2024 dans la même ville. Il joue au poste de gardien de but entre 1979 et 1999.

## Biographie

### Carrière

#### En club
Au cours de sa carrière en club, Tonči Gabrić joue 11 matchs en Ligue des champions.

#### En équipe nationale
International croate, Tonči Gabrić reçoit 9 sélections de 1990 à 1997.
Il joue son premier match en équipe nationale le 17 octobre 1990 en amical face aux États-Unis et son dernier le 10 septembre 1997, contre le Danemark.
Il fait partie du groupe croate lors de l'Euro 1996, sans toutefois jouer de matchs durant la compétition.
Il joue un match face à la Slovénie comptant pour les tours préliminaires de la coupe du monde 1998.

### Famille
Son fils Drago Gabrić (en), né en 1986, est aussi footballeur.

## Palmarès

### Hajduk Split
- Champion de Croatie en 1995.
- Vainqueur de la Coupe de Croatie en 1995.
- Vainqueur de la Supercoupe de Croatie en 1994.